# Final Fantasy VII
Final Fantasy VII (Japans: ファイナルファンタジーVII Fainaru Fantajī Sebun) is een RPG-computerspel van het Japanse bedrijf Square (nu Square Enix), dat is uitgebracht in 1997.
Final Fantasy VII wordt door veel liefhebbers als klassieker beschouwd. Het spel was vergeleken met zijn voorganger (Final Fantasy VI) revolutionair. De gevechten en de acties waren voor het eerst 3D. Ook was dit het eerste spel van Square dat niet voor de Nintendo-spelsystemen gemaakt werd: het spel is uitgekomen voor de pc en de PlayStation.

## Verhaal
Shinra Inc. is een bedrijf dat een monopolie op de energiemarkt heeft verworven met de nieuwe energiebron: mako. Mako is echter de energie van al het leven en de wereld, en de winning gaat ten koste van de planeet. Shinra trekt zich hier echter niets van aan en plundert de hulpbronnen naar hartenlust. Het bedrijf is zo machtig dat het boven iedere wet en overheid staat, en kan doen en laten wat het wil. Centrum van dit bedrijf is de duistere industriestad Midgar. Cloud Strife is een huurling, die vecht voor geld. Hij is ingehuurd door Avalanche, een verzetsgroep die het opneemt tegen Shinra door makocentrales te saboteren.
In de strijd tegen Shinra raakt Cloud meer en meer betrokken, temeer daar dit direct zijn eigen, deels verdrongen, verleden raakt. Hij werkt samen met een aantal personages: Barret, een chagrijnige man met een enorm machinegeweer; Tifa, de jeugdvriendin van Cloud; Aeris, het bloemenmeisje; Red XIII (een soort intelligente wolf die door Shinra als proefkonijn werd gebruikt); Cid de piloot en astronaut, Cait Sith (een op afstand bestuurde pop); Yuffie, een hyperactieve ninja, en Vincent, een ex-spion van de Turks. Tegenover zich vinden ze Shinra's directeur en zijn verwende zoontje Rufus, Heidegger, Scarlet, de Onderzoeks Sector van het Algemene Zaken Departement (ook wel bekend als de Turks), de wetenschapper Hojo, en de elitesoldaat Sephiroth. Sephiroth ontpopt zich tot de ultieme slechterik: zijn magie neemt steeds verder toe, en uiteindelijk probeert hij een meteoor op aarde te laten neerstorten, om zo een scheur in de wereld te veroorzaken en de Mako (wat zal proberen om de scheur te herstellen) op te zuigen en zo een machtig(er) wezen worden.
Ieder heeft een verleden dat uiteindelijk naar voren zal komen. Cloud heeft een zeer gecompliceerd verleden, waarbij de speler op het verkeerde been gezet wordt alvorens stukje bij beetje achter de waarheid te komen. Sephiroth is de antagonist, maar is ook een zeer tragisch personage: men kan de overgang van dappere soldaat naar gestoorde vernietiger volgen. 
In Final Fantasy VII komen ook twee personages voor met namen uit de 'Star Wars'-films, namelijk Biggs & Wedge (die ook in veel andere Final Fantas-delen voorkomen). Ook de naam Bugenhagen (de leider van Cosmo Canyon, de stad van Red XIII) is niet onbekend. Bugenhagen was een Duits Protestant reformist en is een personage (archeoloog / theoloog) in de film 'The Omen' (1976).

## Speelbare Personages
| Naam                              | Leeftijd | Lengte | Geboorteplaats | Beroep                    | Wapen                       |
| --------------------------------- | -------- | ------ | -------------- | ------------------------- | --------------------------- |
| Cloud Strife                      | 21       | 1,73m  | Nibelheim      | Ex-Soldaat                | Busterzwaard                |
| Barret Wallace                    | 35       | 1,97m  | Corel          | Avalanche Leider          | Machinegeweer               |
| Tifa Lockheart                    | 20       | 1,67m  | Nibelheim      | Barvrouw en Avalanche Lid | Handschoenen                |
| Aerith (aka 'Aeris') Gainsborough | 22       | 1,63m  | Icicle Inn     | Bloemenmeisje             | Staf                        |
| Red XIII                          | 45       | 1,20m  | Cosmo Canyon   | Proefdier                 | Klauwen en Tanden (Haarpin) |
| Cait Sith                         | Onbekend | 1,00m  | Onbekend       | Waarzegger                | Megafoon                    |
| Cid Highwind                      | 32       | 1,78m  | Onbekend       | Piloot                    | Speer                       |
| Vincent Valentine                 | 27       | 1,84m  | Onbekend       | Ex-Turk                   | Geweer                      |
| Yuffie Kisaragi                   | 16       | 1,60m  | Wutai          | Materia Jager, Ninja      | 4-puntige Ninjaster         |

## Compilation of Final Fantasy VII
Compilation of Final Fantasy VII is de officiële titel voor een aantal games en animaties ontwikkeld door Square Enix die gebaseerd zijn op Final Fantasy VII en zich afspelen in die wereld. Onder leiding van Tetsuya Nomura en Yoshinori Kitase worden verschillende games op verschillende spelcomputers uitgebracht.
De eerste titel in de Compilation of Final Fantasy VII serie is Final Fantasy VII: Advent Children die op de Tokyo Game Show 2003 werd aangekondigd en is in september 2005 exclusief uitgebracht op dvd en UMD (voor PlayStation Portable). In Europa werd de film op 25 april 2006 uitgegeven. Final Fantasy VII: Advent Children speelt zich 2 jaar na Final Fantasy VII af.
In september 2004 kwam in Japan op de mobiele telefoon Before Crisis: Final Fantasy VII uit, het tweede deel uit de serie. Het vertelt het verhaal van de Turks van zes jaar voor Final Fantasy VII. Het spel is nog niet buiten Japan verschenen.
Begin 2006 kwam Dirge of Cerberus: Final Fantasy VII uit in Japan op de PlayStation 2. Een shooter (met RPG-elementen) met Vincent Valentine in de hoofdrol die drie jaar na Final Fantasy VII afspeelt. In Noord-Amerika kwam het spel uit op 15 augustus 2006 en in Europa op 17 november 2006.
Crisis Core: Final Fantasy VII is het vierde deel uit de serie en speelt zich af voor Final Fantasy VII. Het is een actie-RPG voor de PlayStation Portable waarin Zack Fair (Clouds mentor) de hoofdrol speelt. Het spel is in Japan uitgekomen op 13 september 2007, in Noord-Amerika op 25 maart 2008 en in Europa op 20 juni 2008.
In het originele spel is er een verwijzing naar Crisis Core. Als de speler voor het eerst bij Gongaga Village aankomt en de speler heeft Tifa en Aeris in het team, moet de speler in het huisje rechtsonder gaan. Daar leert de speler dat Zack het vriendje was van Aeris en krijgt de speler wat meer te weten over Zack.

## Trivia
- Het spel is opgenomen in het boek 1001 Video Games You Must Play Before You Die van Tony Mott.
- Final Fantasy VII is het eerste spel uit de reeks dat in een futuristische omgeving speelt, na de middeleeuwse settings van de delen I tot en met V, en de steampunk-setting van deel VI. Het spel toont grote overeenkomsten met het boek De 500 miljoen van de Begum van Jules Verne, waarin eveneens sprake is van een milieuvervuilende enorme industriestad met een reuzenkanon, maar is volgens de makers geëvolueerd uit een idee over een groep milieu-activisten in New York die een vervuilende reactor proberen te vernietigen en hierbij gehinderd worden door een heethoofdige detective genaamd Joe. Ook de Lifestream wordt genoemd. Nadien besloot men de detective en New York uit het plot te verwijderen en het Lifestream-concept verder uit te werken met behoud van de stedelijke omgeving.
- Hoewel in deel VI de thema´s al volwassener werden, zet deel VII deze trend voort met onder andere genocide en een expliciete moord, een gaskamer, en verwijzingen naar seks en bordeelbezoek.
- Klassieke scenes in het verhaal zijn de dood van Aeris waarbij ze door Sephiroth aan het zwaard wordt geregen waarna Cloud haar lichaam liefdevol in een meer neerlaat, de scene waarin Cloud zich als vrouw moet verkleden om tot de (op seks beluste) maffiabaas Don Corneo moet doordringen, en Clouds date met Aeris, Tifa, Yuffie of Barret in de Gold Saucer.
- Jenova is waarschijnlijk gebaseerd op het ruimtewezen uit de film The Thing: het wordt gevonden in een meteoor in een ijzige poolstreek en kan andere wezens overnemen en in afzichtelijke vormen muteren. Ook kunnen gescheiden cellen onafhankelijk van elkaar maar in samenwerking functioneren.
- Een aantal locaties en personen heeft "speaking names": Cloud (omdat zijn verleden in nevels is gehuld) komt uit Nibelheim, welke naam weer afgeleid is van het Noors-mythologische Niflheim. Ook dit bevat het woord "nevel". Midgar is afkomstig van Midgard, de wereld der stervelingen. Rondom Midgar zwerft een reuzeslang, de Midgar Zolom, die is afgeleid van de Midgardslang Jormungandr. Ook de naam Heidegger is niet uit de lucht komen vallen. Jenova betekent "nieuwe God" (Jehova en nova), Don Corneo is afgeleid van Don Corleone uit The Godfather en een woordspeling op zijn geilheid ("corneo" is Spaanse straattaal voor geil en corn betekent "hoorn" en dus 'horny'). Ook de Chinese karakters in en om het verblijf van de Don hebben betekenis: op de deur van een bordeel staat toepasselijk het karakter 女 ('vrouw'), op een sportschool staat 男 ('man'), en op zijn beddesprei is een grote 天 ('hemel') afgedrukt, waarschijnlijk een verwijzing naar de vele seks die hem in hemelse sferen brengt. De Wall Market in Midgar is gebaseerd op Wallmart waar je ook van alles kan kopen. Omdat Midgar op een pizza lijkt, heet de burgemeester Domino en de assistent Hart, verwijzingen naar respectievelijk Domino´s Pizza en Pizza Hut. Deze verwijzingen naar grote winkelketens refereren ook aan de consumptiemaatschappij en de rol van grote bedrijven hierin.
- Cid Highwind heeft dezelfde achternaam als Kain Highwind uit Final Fantasy IV, zijn wapen is eveneens een speer. Sephiroth is evenals Kefka uit Final Fantasy VI het slachtoffer van experimenten en is eveneens hierdoor geestelijk beschadigd.
- Barret Wallace is de eerste zwarte protagonist in Final Fantasy. Hij vertoont grote overeenkomsten met B.A. Baracus uit The A-Team, maar Square heeft nooit bevestigd dat dit de inspiratie voor Barret was.
- Het labyrint in de Temple of the Ancients is waarschijnlijk gebaseerd op 'Relativiteit' van M.C. Escher.
- Het iconische Buster Sword van Cloud zou in werkelijkheid minstens vijftig kilogram wegen en voor de meeste mensen vrijwel niet te hanteren zijn. Het gemak waarmee Cloud dit doet en het zelfs na een overwinning met één hand vasthoudt en rondzwaait, is niet realistisch.
- De op Europa gebaseerde architectuur die traditioneel in de eerste zes delen de boventoon voerde, werd voor het eerst enigszins losgelaten. De plaatsen Icicle Inn en Kalm zien er nog vrij Europees uit waarbij Icicle Inn lijkt gebaseerd op Alpendorpen en Kalm op Rotenburg ob der Tauber en andere historische Europese stadjes. Veel plaatsen waaronder de Midgar sloppenwijken, de Corel gevangenis, Bone Town en Mideel, bestaan uit sloppen die zijn opgebouwd uit allerlei lukraak gevonden voorwerpen. Wutai en de Wall Market zien er Chinees uit. De bovenlaag van Midgar doet denken aan de moderne zakencentra van de meeste steden wereldwijd.